# Albertine i polisläkarens väntrum
Albertine i polisläkarens väntrum (norska: Albertine i politilegens venteværelse) är en oljemålning från 1885–1887 av den norske konstnären Christian Krohg. Målningen tillhör Nasjonalmuseet for kunst, arkitektur og design sedan 1907.
Målningen visar hur prostituerade regelmässigt tvingades att underkasta sig polisläkarens undersökningar. "Albertine", iklädd mörka och enkla kläder, står på tur att undersökas i målningens bakgrund. I förgrunden står mer garvade prostituerade, uppklädda i färgstarka klänningar. Med målningen ville Krohg visa på det offentliga hyckleriet i fråga om prostitutionen i Norge. Krohg valde ofta att lyfta fram sociala frågor i sina målningar och han skrev även en bok om prostitution, Albertine (1886), som skapade stor debatt och totalförbjöds.